# Estero Catrico
El estero Catrico es un curso natural de agua que fluye desde las laderas occidentales de la Cordillera de la Costa con dirección general poniente hasta desembocar en el mar.
(Existe otro estero Catrico en la cuenca del río Angachilla.)

## Historia
Luis Risopatrón lo describe en su Diccionario Jeográfico de Chile de 1924:: 160 
Catrico (Estero) 39° 28' 73° 15'. Es de corto curso i caudal, corre hacia el W, baña el fundo del mismo nombre i se vácia en el mar inmediatamente al SE de la punta de Maiquillahue. 68, p. 59; i 156.